# Гробница Аарона
Гробни́ца Ааро́на (Могила Аарона, араб. ضريح النبي هارون‎) — предполагаемое место захоронения первосвященника Аарона, брата Моисея, согласно иудейской, христианской и местной мусульманской традиции. Находится на горе Аарона (на арабском Джабаль-Харун) близ Петры, в Иордании.
Эту гору отождествлял с библейской горой Ор, где умер Аарон, уже Иосиф Флавий. На вершине горы с XIV века существует исламское святилище, перестроенное, по-видимому, из разрушенной церкви времён Юстиниана Великого.
В 1999 году комплекс изучен финским археологом Яакко Фрёсеном. Был обнаружен большой монастырь, включающий трёхнефную базилику византийского периода и капеллу с остатками постамента и греческой надписью «Аарон».

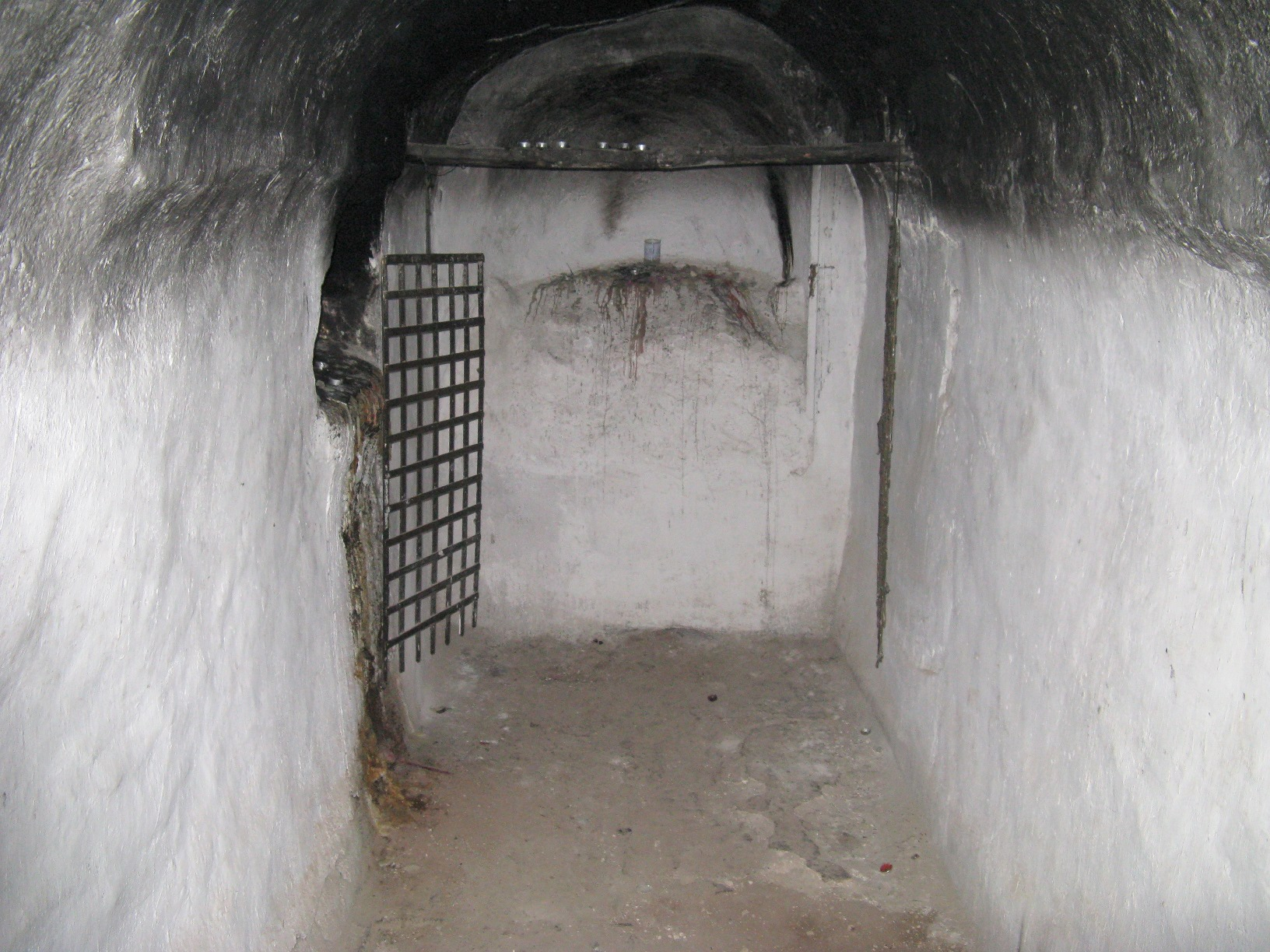
Гробница Аарона, подземное помещение под мечетью
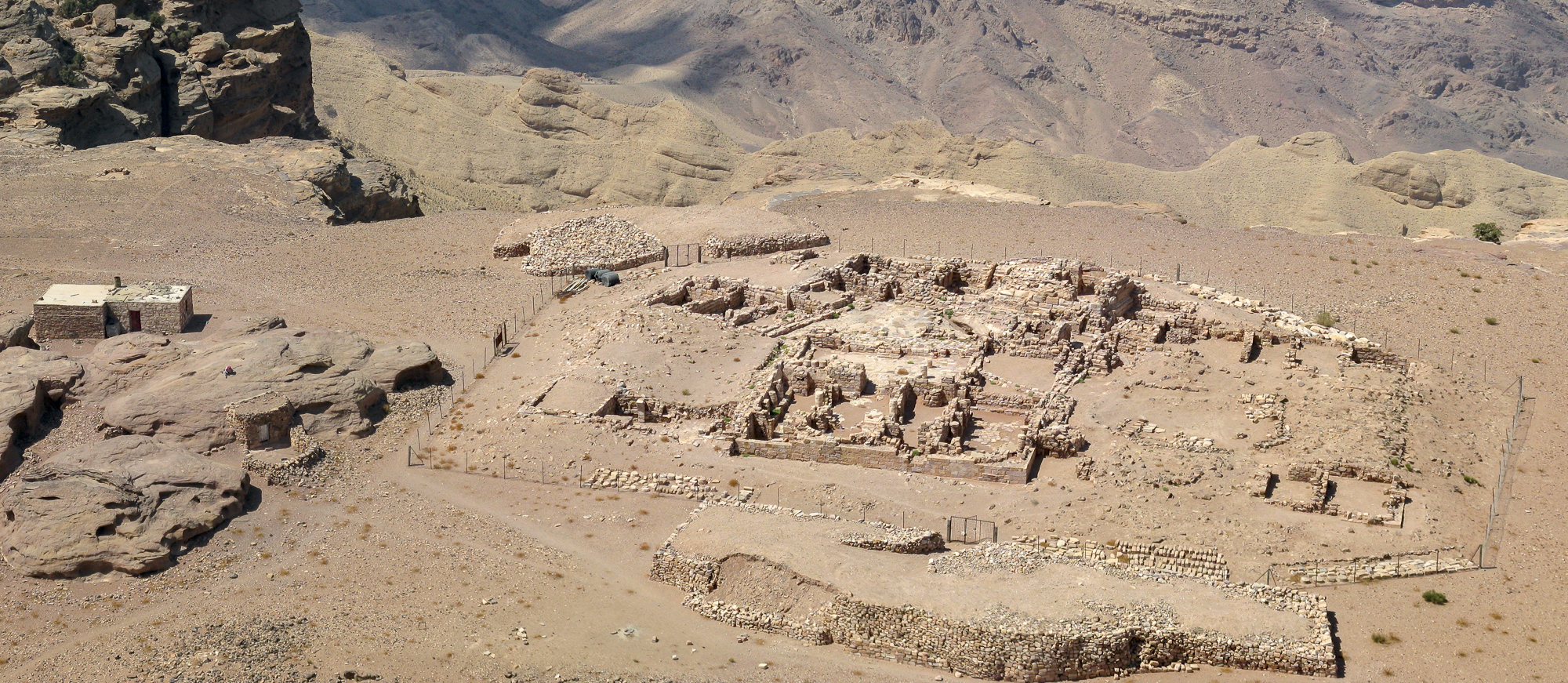
Раскопки византийского монастыря на седловине горы ниже вершины (2008)